# 坂上貞野
坂上 貞野（さかのうえ の さだの）は、平安時代前期の官人・医師。名は真野とも記される。氏姓は蔵人（無姓）のち坂上宿禰。官位は外従五位下・侍医。

## 出自
蔵人は職業人の一つで、朝廷の倉庫（内蔵・大蔵・地方の倉庫）に関する業務を担当した、阿知使主の後裔とされる漢系渡来氏族。

## 経歴
清和天皇の侍医を務め、貞観9年（867年）正月に外従五位下に叙せられ、同年11月には蔵人（無姓）から坂上宿禰に改姓した。貞観12年（870年）美作権介を兼ねるが、貞観14年（872年）7月25日卒去。最終官位は外従五位下行侍医兼美作権介。

## 官歴
『日本三代実録』による。
- 時期不詳：正六位上。侍医
- 貞観9年（867年） 正月7日：外従五位下。11月20日：蔵人（無姓）から坂上宿禰に改姓
- 貞観12年（870年） 正月25日：兼美作権介
- 貞観14年（872年） 7月25日：卒去（外従五位下行侍医兼美作権介）